# Ernest de Croÿ
Ernest de Croÿ, Ernst von Croy und Aerschot (zm. 7 października 1620 w obozie pod Oppenheim) – książę Croy i Aerschot, hrabia Fontenoy i Bayon, francuski marszałek polny, syn Karola Filipa de Croÿa, mąż Anny z pomorskiej dynastii Gryfitów, ojciec Ernesta Bogusława von Croya.
Był młodszym synem Karola Filipa, margrabiego Hawru i od 1594 księcia Rzeszy i Diany de Dampmartin, pani de Fontenoy. 4 sierpnia 1619 na zamku szczecińskim poślubił Annę, siostrę księcia szczecińskiego Bogusława XIV. Z małżeństwa tego pochodził syn-jedynak, Ernest Bogusław, późniejszy biskup kamieński. Po niespełna półtora roku trwania małżeństwa Ernest zmarł w obozie francuskim pod Oppenheim podczas jednej z wypraw wojennych.
Wygląd księcia znamy m.in. z przedstawienia na medalionie (wraz z żoną Anną), zawieszonym na łańcuchu rektorskim uniwersytetu w Greifswaldzie.